# Diego Rubio (kolarz)
Diego Rubio Hernández (ur. 13 czerwca 1991 w Navaluenga) – hiszpański kolarz szosowy.

## Osiągnięcia
Opracowano na podstawie:

2011
- 1. miejsce na 3. etapie Vuelta a la Comunidad de Madrid U23

2012
- 1. miejsce na 2. etapie Heydər Əliyev Anniversary Tour

2015
- 2. miejsce w Vuelta a la Comunidad de Madrid

2016
- 1. miejsce w klasyfikacji młodzieżowej Tour du Limousin

2019
- 1. miejsce w klasyfikacji górskiej Volta a la Comunitat Valenciana

2020
- 2. miejsce w Trofeo Matteotti

## Rankingi
| Rok              | 2011 | 2012 | 2013  | 2014 | 2015 | 2016 | 2017 | 2018 | 2019 | 2020 | 2021 |
| ---------------- | ---- | ---- | ----- | ---- | ---- | ---- | ---- | ---- | ---- | ---- | ---- |
| World Ranking    |      |      |       |      |      | 903. | 748. | 691. | 790. | 388. | 527. |
| UCI Europe Tour  | 811. | 558. | 1152. | -    | 216. | 602. | 575. | 484. | 578. | 318. | 424. |
| UCI America Tour | -    | -    | -     | -    | -    | 527. | -    | -    |      |      |      |
|                  |      |      |       |      |      |      |      |      |      |      |      |
| Źródło: UCI      |      |      |       |      |      |      |      |      |      |      |      |